# ناحية مركز دريكيش
ناحية مركز دريكيش إحدى نواحي سوريا تتبع إداريّاً لمحافظة طرطوس منطقة دريكيش ومركزها بلدة دريكيش، بلغ تعداد سكان الناحية 28,749 نسمة حسب التعداد السكاني لعام 2004.

## مدن وبلدات وقرى ناحية مركز دريكيش
العفصونية، بيت الخطيب، بيت شباط، بيت شوهر، بيت يوسف، بحيصيص، بمحصر، بقعو (البقعة)، البريخية، الدريكيش، دوير العوينية، عين الجاش، عين غليم، حبسو (حرية)، حاموش رسلان، الجباب، جورة الشطبوش، كفر شاغر، المراج، عوينية، الشويهدات، سريغس (سراج)، تفاحة، الزكية.